# 히가시우메다역
히가시우메다역(일본어: 東梅田駅, ひがしうめだえき)은 일본 오사카부 오사카시 기타구에 있는 철도역이다.

## 타는 곳
| 1 | ■ 다니마치 선 | 덴마바시·덴노지·야오미나미 방면 |
| 2 | ■ 다니마치 선 | 미야코지마·다이니치 방면        |

## 역세권 정보
- 오사카역 - 서일본 여객철도 JR 교토 선(도카이도 본선), JR 고베 선, JR 다카라즈카 선), 오사카 순환선
- 기타신치역 - 서일본 여객철도 JR 도자이 선
- 우메다역 - 한신 전기 철도 본선, 한큐 전철 고베 본선, 다카라즈카 본선, 오사카 메트로 미도스지선
- 니시우메다 역 - 오사카 메트로 요쓰바시선
- 우메다
- 한신 백화점
- 한큐 백화점

## 역사
- 1967년 3월 24일: 다니마치 선 영업 개시.

## 인접역
| ■ 오사카 메트로 다니마치선   | ■ 오사카 메트로 다니마치선 | ■ 오사카 메트로 다니마치선         |
| ---------------------------- | -------------------------- | ---------------------------------- |
| T19 나카자키초 다이니치 방면 |                            | 미나미모리마치 T21 야오미나미 방면 |